# Sunroad

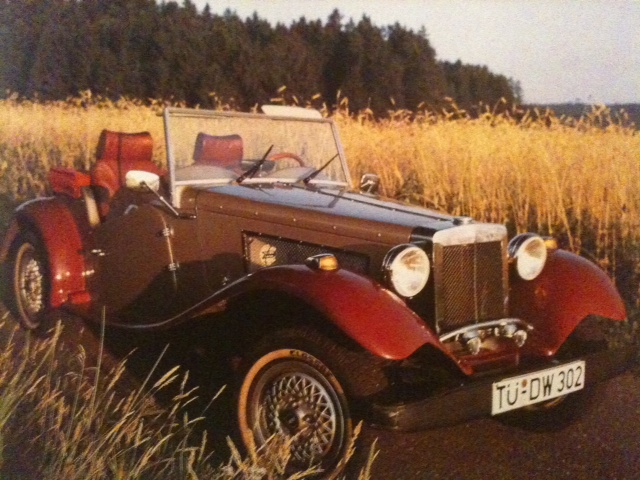
Einer der ersten Sunroad Classic – das Privatfahrzeug des Firmengründers Kessler.

Sunroad war eine deutsche Automarke.

## Markengeschichte
Das Unternehmen Walz und Kessler Automobil-Montage GmbH mit Firmensitz in Dußlingen begann 1986 unter Leitung von Günter Walz und Hubert Kessler mit der Produktion von Automobilen – vornehmlich in einer Fertigungshalle in Albstadt-Lautlingen. Walz war der Techniker und Automobilspezialist sowie ein Freund der Marken aus dem Hause General Motors, Kessler hatte Erfahrung in der Fertigung moderner Kunststoffe und war im Duo der Kaufmann. Gemeinsam wollten sie hochwertige und individuelle Retro-Fahrzeuge mit dem klassisch-britischen Roadster-Fahrgefühl bauen. Der Name des ersten und einzigen Produkts lautete Sunroad Classic – Sunroad war eine Zusammenziehung der englischen Begriffe für „Sonne“ und „Straße“. In zeitgenössischen Katalogen wurde der „Sunroad Classic“ auch als Parsifal bezeichnet und angeboten. Es ist nicht bekannt, wann die Produktion endete. Ein früherer Marketingdienstleister schätzt, dass maximal 15–20 Fahrzeuge bei W & K produziert wurden.

## Fahrzeuge
Es gab zunächst die Ausführungen „Standard N“ und „de Luxe“ mit 75 oder 100 PS. Später auch noch eine ebenso sportliche wie edle Ausführung mit 3-Liter-Motor und 156 PS für rund 80.000 DM. Die Karosserie des Roadsters war eine Nachbildung des MG TD. Anders als viele Kit Cars dieser Zeit basierte der Sunroad nicht auf einem VW-Käfer-Chassis mit Heckmotor, sondern hatte einen eigenen Rahmen mit Frontmotor. Die offene Karosserie wurde auf dem von W & K selbst entwickelten Stahl-Kastenrohrrahmen montiert und bestand aus GFK. Auch wurde das Fahrzeug nicht als Kit Car vertrieben, sondern nur komplett verkauft. Das Antriebskonzept basierte auf dem klassischen Roadsterkonzept: längs eingebauter Frontmotor mit Hinterradantrieb. Verbaut wurden Reihen-Vierzylindermotoren und Reihen-Sechszylindermotoren von General Motors oder Opel mit 1,8 bis 3 Liter Hubraum und 75 bis 156 PS Leistung. Auch Achsen, Getriebe und Antriebsstrang kamen aus der GM-Gruppe. Das Fahrzeug hatte dank seines geringen Gewichts und eines sehr niederen Schwerpunkts eine recht gute wenn auch sehr harte Straßenlage und beeindruckende Fahrleistungen aufzuweisen. Die Roadster hatten ein spartanisches Faltdach, keine Seitenteile über den Türen, seitlich offene Faltmotorhauben, eine sehr direkte Lenkung und tendierten zum Übersteuern; in einem zeitgenössischen Kit-Car-Magazin berichtete ein Tester von „aberwitzigen Geschwindigkeiten“, mit denen sich der Parsifal durch Kurven bewegen ließ.

## Auftritte im Kino
Ein Parsifal von W & K spielte im mehrfach preisgekrönten Kinofilm „Ein olympischer Sommer“ (1993) eine Rolle als 30er-Jahre-Roadster. Der Regisseur Gordian Maugg lieh sich einen Wagen in Zweifarb-Lackierung für den Film – in ihm fuhr dann die Schauspielerin Verena Plangger im Olympiajahr 1936 über eine kurvige Straße durch eine Wacholderheide.